# Rue Poinsot
La rue Poinsot est une voie située dans le quartier du Montparnasse du 14e arrondissement de Paris, en France.

## Situation et accès
La rue Poinsot est desservie à proximité par les lignes 4, 6, 12 et 13 à la station Montparnasse - Bienvenüe et par la ligne 6 à la station Edgar Quinet.

## Origine du nom
Elle porte le nom du mathématicien français Louis Poinsot (1777-1859). 

## Historique
L'actuelle rue Poinsot est une partie de l'ancienne « rue Charlot » du Petit-Montrouge, territoire de la commune de Montrouge. 
La « rue Charlot » comprenait, outre cette première section, globalement orientée nord-sud et allant du « boulevard de Vanves » (Edgar-Quinet) à la « rue Neuve-du-Maine » (rue du Maine), une deuxième section orienté est-ouest qui reliait le point de jonction de ces deux dernières voies à la rue de la Gaîté. 
Après l'annexion du Petit-Montrouge par la Ville de Paris en 1860, la rue Charlot est intégrée dans la voirie parisienne. La partie orientée nord-sud en est détachée et prend le nom de « rue Poinsot » en 1864.
Pour la section orientée est-ouest voir rue du Maine.

## Bâtiments remarquables et lieux de mémoire
- Square Gaston-Baty